# Hausdorf (Gemeinde Straßburg)
Hausdorf ist eine Ortschaft in der Stadtgemeinde Straßburg im Bezirk St. Veit in Kärnten. In dem Dorf leben 22 Einwohner (Stand 1. Jänner 2024)..

## Lage
Hausdorf liegt an der Prekova Straße (Landesstraße L 62c), die vom Gurktal über den Mödringbergzug zum Metnitztal führt, etwa 3½ Straßenkilometer nordwestlich des Gemeindehauptorts Straßburg auf dem Gebiet der Katastralgemeinde Straßburg Land, am oberen Ende des Rübenfraßgrabens, 200 Höhenmeter über dem Tal des Langwiesenbachs.
Das Dorf besteht aus den Häusern Zechner (Hausdorf Nr. 2), Marhofer und Marhofer-Auszugshaus (Nr. 3 und 4), Messnerkeusche (früher auch Gratingerkeusche; Nr. 5), Mayrhoferkeusche (Nr. 11), einem Wohnhaus ohne Vulgonamen (Nr. 9), dem Rüsthaus (Nr. 12) und der Kirche (Nr. 13).
Zur Ortschaft gehört auch der 300 m nördlich des Dorfs gelegene Hof Wolfer (Hausdorf Nr. 1), der benachbarte Gaber- oder Hoihof existiert nicht mehr.
Südlich des Dorfs gehörte der Hof Zweinacher zu Hausdorf; dieses Gehöft brannte 1925 vollständig ab.

## Geschichte
Der Ort wird 1164 als Hawartesdorf, 1426 als Hauersdorf erwähnt. Die Bibelzitate auf der mit 1573 datierten Kanzel in der Kirche Hausdorf belegen, dass hier in unmittelbarer Nähe des katholischen Bischofssitzes Straßburg protestantisch gepredigt wurde. 1715 begrub man Pestopfer bei der Kirche. Der Straßburger Probst  Johann Ernst Baron von Sluka gründete in Hausdorf eine Schule. 1880 besuchten 62 Schüler die einklassige Volksschule; auch noch nach dem Zweiten Weltkrieg bestand hier ein einklassige Volksschule.
Seit Gründung der Ortsgemeinden Mitte des 19. Jahrhunderts gehört Hausdorf zur Gemeinde Straßburg.

## Filialkirche hl. Andras

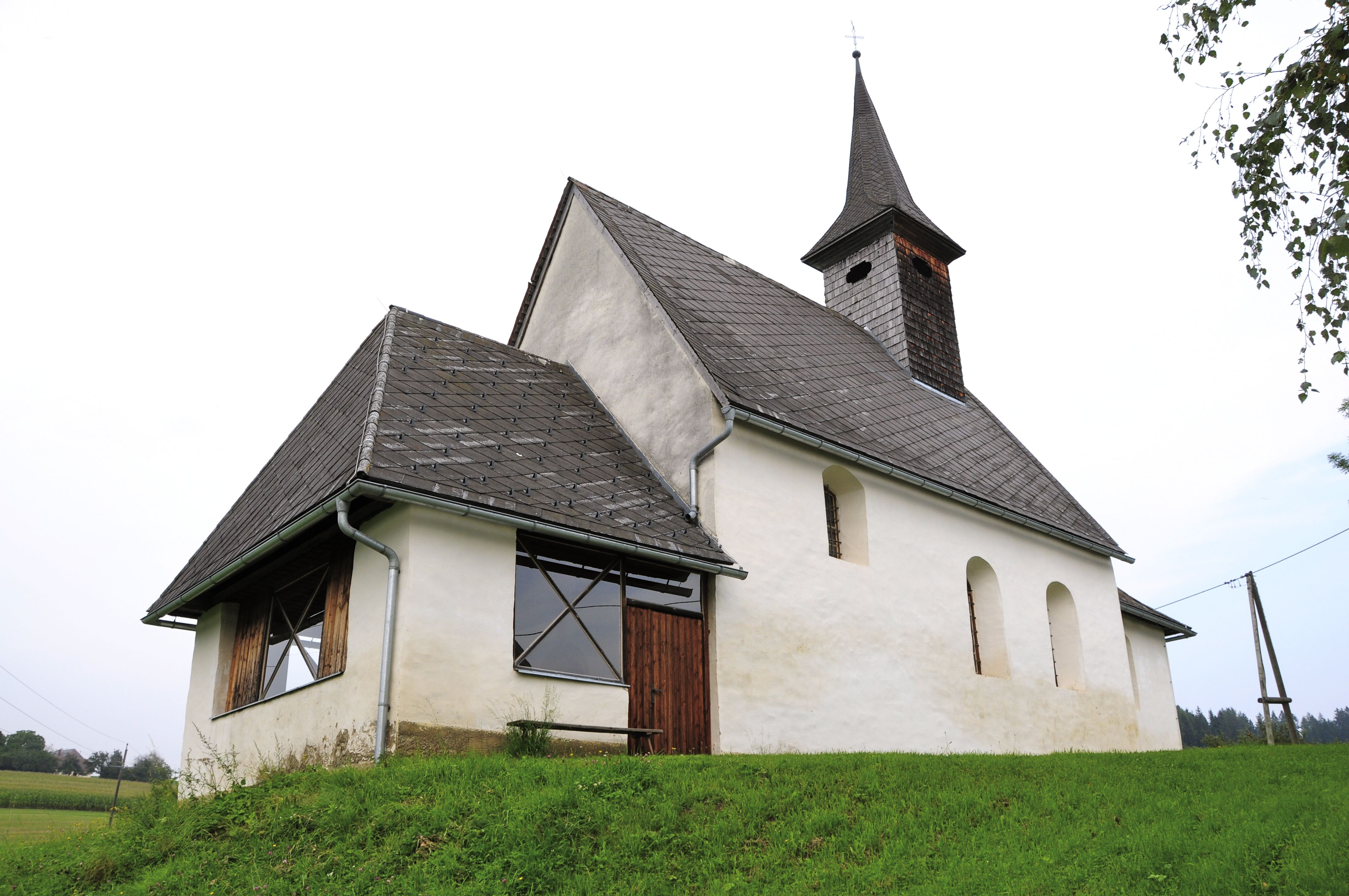
Filialkirche hl. Andreas

Die katholische Filialkirche hl. Andreas in Hausdorf ist ein kleiner romanischer Bau mit einer hölzernen Vorlaube,  einem Dachreiter des 18./19. Jahrhunderts und einem eingezogenen, gerade geschlossenen Chor. Zum denkmalgeschützten Bau gehört ein nördlich vom Chor flachgedeckter Sakristeianbau und ein spätgotisches West-Portal mit Kielbogen (Denkmallisteneintrag).

## Bevölkerungsentwicklung
Für die Ortschaft ermittelte man folgende Einwohnerzahlen:
- 1869: 8 Häuser, 85 Einwohner[7]
- 1880: 10 Häuser, 67 Einwohner[8]
- 1890: 10 Häuser, 73 Einwohner[9]
- 1900: 10 Häuser, 74 Einwohner[10]
- 1910: 10 Häuser, 73 Einwohner[11]
- 1923: 8 Häuser, 71 Einwohner[12]
- 1934: 52 Einwohner[13]
- 1951: 7 Häuser, 53 Einwohner[14]
- 1961: 8 Häuser, 41 Einwohner[15]
- 2001: 11 Gebäude (davon 6 mit Hauptwohnsitz) mit 11 Wohnungen; 21 Einwohner und 2 Nebenwohnsitzfälle; 6 Haushalte; 0 Arbeitsstätten, 5 land- und forstwirtschaftliche Betriebe[16]
- 2011: 10 Gebäude, 20 Einwohner, 5 Haushalte, 2 Arbeitsstätten[17]
- 2021: 10 Gebäude, 24 Einwohner, 8 Haushalte, 6 Arbeitsstätten[18]